# دجيدي جاساما
دجيدي جاساما (مواليد 10 سبتمبر 2003) هو لاعب كرة قدم موريتاني يلعب في مركز الجناح في نادي يوبين.

## روابط خارجية
- دجيدي جاساما على موقع إي إس بي إن إف سي (الإنجليزية)
- دجيدي جاساما على موقع قاعدة بيانات كرة القدم.إي يو (الإنجليزية)
- دجيدي جاساما على موقع ليكيب (الفرنسية)
- دجيدي جاساما على موقع Soccerbase.com (لاعب) (الإنجليزية)
- دجيدي جاساما على موقع Soccerway.com (الإنجليزية)
- دجيدي جاساما على موقع عالم كرة القدم.نت (الإنجليزية)